# Cantor-Menge
Unter der Cantor-Menge, Cantormenge, auch cantorsches Diskontinuum, Cantor-Staub oder Wischmenge genannt, versteht man in der Mathematik eine bestimmte Teilmenge der Menge der reellen Zahlen mit besonderen topologischen, maßtheoretischen, geometrischen und mengentheoretischen Eigenschaften: Sie ist
- kompakt, perfekt, total unzusammenhängend (ein „Diskontinuum“) und nirgends dicht;
- eine Lebesgue-Nullmenge;
- selbstähnlich und hat eine nichtganzzahlige Hausdorffdimension (ist also ein Fraktal);
- gleichmächtig zum Kontinuum (der Menge aller reellen Zahlen), also insbesondere überabzählbar.

Die Cantormenge ist nach dem Mathematiker Georg Cantor benannt.
Allgemeiner nennt man auch gewisse Mengen oder topologische Räume Cantormengen, wenn sie einen Teil dieser Eigenschaften besitzen. Welche dieser Eigenschaften gefordert werden, hängt dabei vom mathematischen Gebiet und oft auch vom Kontext ab. Ein topologischer Raum, der homöomorph zur Cantormenge ist, heißt Cantor-Raum.
Neben vielen mehrdimensionalen Varianten der Cantormenge ist das Hauptbeispiel dieses Artikels, die Mitteldrittel-Cantormenge, eindimensional.

## Konstruktion

Die ersten fünf Iterationsschritte zur Konstruktion der Cantormenge

### Schnitte von Intervallen
Die Cantormenge lässt sich mittels folgender Iteration konstruieren:
Man beginnt mit dem abgeschlossenen Intervall {\displaystyle [0,1]} der reellen Zahlen von {\displaystyle 0} bis {\displaystyle 1}.
Aus diesem Intervall wird das offene mittlere Drittel entfernt (weggewischt), also alle Zahlen, die strikt zwischen {\displaystyle {\tfrac {1}{3}}} und {\displaystyle {\tfrac {2}{3}}} liegen. Übrig bleiben die beiden Intervalle {\displaystyle {\bigl [}0,{\tfrac {1}{3}}{\bigr ]}} und {\displaystyle {\bigl [}{\tfrac {2}{3}},1{\bigr ]}}.
Aus diesen beiden Intervallen wird wiederum jeweils das offene mittlere Drittel entfernt und man erhält nun vier Intervalle: {\displaystyle {\bigl [}0,{\tfrac {1}{9}}{\bigr ]}}, {\displaystyle {\bigl [}{\tfrac {2}{9}},{\tfrac {1}{3}}{\bigr ]}}, {\displaystyle {\bigl [}{\tfrac {2}{3}},{\tfrac {7}{9}}{\bigr ]}} und {\displaystyle {\bigl [}{\tfrac {8}{9}},1{\bigr ]}}.
Von diesen Intervallen werden wiederum die offenen mittleren Drittel entfernt.
Dieser Schritt wird unendlich oft wiederholt.
Das Wegwischen des mittleren Drittels lässt sich beispielsweise wie folgt formalisieren, dabei werden Translation und Skalierung einer Menge elementweise vorgenommen:
Man geht aus von der Menge {\displaystyle A_{0}=[0,1]} und setzt
{\displaystyle A_{n+1}={\frac {1}{3}}{\bigl (}A_{n}\cup (2+A_{n}){\bigr )}}
Die Cantormenge ergibt sich nun als Schnitt all dieser Mengen {\displaystyle A_{n}}:
{\displaystyle {\mathcal {C}}=\bigcap _{n=0}^{\infty }A_{n}=\lim _{n\to \infty }A_{n}}.
Die Grenzwert-Schreibweise rechtfertigt sich wegen {\displaystyle A_{n}\supseteq A_{n+1}} für alle {\displaystyle n\in \mathbb {N} _{0}}.
Die Cantormenge besteht somit aus allen Punkten, die jedes Wegwischen überlebt haben.
Im Grenzfall (Schnitt über alle {\displaystyle n}-ten Wischmengen, {\displaystyle n\to \infty }) ist der Anteil am ursprünglichen Intervall null, obwohl noch immer überabzählbar viele Elemente vorliegen.
Dieses Konstruktionsverfahren ist verwandt mit dem für die Koch-Kurve.
Explizite Formeln für die Cantormenge sind
{\displaystyle {\mathcal {C}}=[0,1]\smallsetminus \bigcup _{n=1}^{\infty }\;\bigcup _{k=0}^{3^{n-1}-1}\;\;\left]{\frac {3k+1}{3^{n}}},{\frac {3k+2}{3^{n}}}\right[},
wo jedes mittlere Drittel als das offene Intervall   {\displaystyle \textstyle \left]{\frac {3k+1}{3^{n}}},{\frac {3k+2}{3^{n}}}\right[}   per Mengensubtraktion aus dem abgeschlossenen Intervall {\displaystyle \textstyle \left[{\frac {3k+0}{3^{n}}},{\frac {3k+3}{3^{n}}}\right]=\left[{\frac {k+0}{3^{n-1}}},{\frac {k+1}{3^{n-1}}}\right]} gelöscht wird, oder
{\displaystyle {\begin{array}{lll}{\mathcal {C}}&=\lim _{n\to \infty }&\bigcup _{k=0}^{3^{n-1}-1}\;\;\left[{\frac {3k+0}{3^{n}}},{\frac {3k+1}{3^{n}}}\right]\cup \left[{\frac {3k+2}{3^{n}}},{\frac {3k+3}{3^{n}}}\right]\\&=\bigcap _{n=1}^{\infty }&\bigcup _{k=0}^{3^{n-1}-1}\;\;\left[{\frac {3k+0}{3^{n}}},{\frac {3k+1}{3^{n}}}\right]\cup \left[{\frac {3k+2}{3^{n}}},{\frac {3k+3}{3^{n}}}\right],\end{array}}}
wo das mittlere Drittel   {\displaystyle \textstyle \left]{\frac {3k+1}{3^{n}}},{\frac {3k+2}{3^{n}}}\right[}   aus dem abgeschlossenen Vorgänger-Intervall {\displaystyle \textstyle \left[{\frac {k+0}{3^{n-1}}},{\frac {k+1}{3^{n-1}}}\right]=\left[{\frac {3k+0}{3^{n}}},{\frac {3k+3}{3^{n}}}\right]} per Durchschnittsbildung mit der Vereinigungsmenge {\displaystyle \textstyle \left[{\frac {3k+0}{3^{n}}},{\frac {3k+1}{3^{n}}}\right]\cup \left[{\frac {3k+2}{3^{n}}},{\frac {3k+3}{3^{n}}}\right]} entfernt wird.

### Als ternäre Entwicklung
Man kann die Cantormenge auch als die Menge aller Zahlen im Intervall {\displaystyle [0,1]} beschreiben, die eine Darstellung als Kommazahl zur Basis 3 besitzen, in der nur die Ziffern 0 und 2 vorkommen. Die Darstellung zur Basis 3 wird auch „ternäre“ oder „3-adische“ Entwicklung genannt. Jede Zahl aus dem Intervall {\displaystyle [0,1]} lässt sich darstellen als
{\displaystyle x=\sum _{i=1}^{\infty }{\frac {x_{i}}{3^{i}}}},
wobei {\displaystyle x_{i}\in \{0,1,2\}} ist. So ist zum Beispiel
{\displaystyle {\frac {23}{27}}={\frac {2}{3}}+{\frac {1}{9}}+{\frac {2}{27}}} mit {\displaystyle x_{1}=2,\,x_{2}=1,\,x_{3}=2} und {\displaystyle x_{i}=0} für {\displaystyle i>3}.
Die oben konstruierte Menge {\displaystyle A_{n}} ist übrigens gleich der Menge der Zahlen, die eine ternäre Entwicklung besitzen, in der die Ziffer 1 bis zur einschließlich {\displaystyle n}-ten Stelle nicht vorkommt:
{\displaystyle A_{n}={\bigl \{}x\in [0,1]\,{\big |}\,x_{i}\in \{0,2\}{\text{ f}}\mathrm {\ddot {u}} {\text{r alle }}i\leq n{\bigr \}}}
Der Schnitt all dieser Mengen ist wieder die Cantormenge und enthält damit alle Zahlen, die eine 3-adische Entwicklung haben, die keine 1 enthält.
Insbesondere enthält die Cantormenge mehr als nur die Randpunkte der entfernten Intervalle; diese Randpunkte sind die gekürzten Brüche {\displaystyle p/q} in {\displaystyle [0,1]}, deren Nenner {\displaystyle q} eine Potenz von 3 ist, die sich also mit einem Periode-0-Ende, aber auch genauso mit einem Periode-2-Ende schreiben lassen, zum Beispiel ist
{\displaystyle 0{,}1{\overline {0}}_{3}=1\cdot 3^{-1}+0\cdot 3^{-2}+0\cdot 3^{-3}+\dotsb =1/3=2\cdot 3^{-2}+2\cdot 3^{-3}+\dotsb =0{,}0{\overline {2}}_{3}}
der linke Randpunkt des im ersten Schritt entfernten Intervalls. Die Verwendung der Ziffer 1 wird durch das Periode-2-Ende umgangen, mit dem dieselbe Zahl dargestellt werden kann. (Dies ist nur für eine 1 direkt vor dem Periode-0-Ende möglich. An anderer Stelle kann aber keine 1 auftreten, da die Zahl sonst mitten in einem der gestrichenen Intervalle läge.)
Ein rechter Randpunkt eines weggewischten Intervalls hat in seiner die Ziffer 1 vermeidenden ternären Darstellung ein Periode-0-Ende, so z. B. {\displaystyle 2/3=0{,}2{\overline {0}}_{3}=0{,}1{\overline {2}}_{3}}.
Linke Randpunkte (eines weggewischten Intervalls) haben in der 3-adischen Entwicklung also ein {\displaystyle \dotsc 1{\overline {0}}_{3}=\dotsc 0{\overline {2}}_{3}}-Ende und rechte ein {\displaystyle \dotsc 2{\overline {0}}_{3}=\dotsc 1{\overline {2}}_{3}}-Ende; m. a. W.: In ihrer gekürzten Bruchdarstellung {\displaystyle p/q} ist am linken Rand {\displaystyle p\equiv 1{\text{ mod }}3} und {\displaystyle p\equiv 2{\text{ mod }}3} am rechten.
Die Cantormenge enthält aber auch viele Zahlen, die weder ein Periode-0-Ende noch ein Periode-2-Ende haben und damit in keinem {\displaystyle A_{n}} ein Intervall-Randpunkt sind, so z. B. auch 1/4:
{\displaystyle 1/4=2\cdot 3^{-2}+2\cdot 3^{-4}+2\cdot 3^{-6}+\cdots =0{,}{\overline {02}}_{3}}

## Eigenschaften
- Die Cantormenge ist abgeschlossen in {\displaystyle \mathbb {R} }: In jedem Iterationsschritt werden offene Mengen entfernt, die Vereinigung dieser Mengen ist dann offen und das Komplement der Cantormenge. Somit ist die Cantormenge abgeschlossen.
- Mit der Beschränktheit der Cantormenge und dem Satz von Heine-Borel folgt daraus, dass die Cantormenge kompakt ist.
- Die Überabzählbarkeit der Cantormenge lässt sich mit einem Diagonalisierbarkeitsargument und der ternären Entwicklung der Zahlen in der Cantormenge zeigen. Die Zahlen in der Cantormenge sind, dargestellt in ihrer ternären Entwicklung, alle Elemente von {\displaystyle \{0,2\}^{\mathbb {N} }}, also Folgen, die nur {\displaystyle 0} und {\displaystyle 2} enthalten. Nimmt man die Abzählbarkeit dieser Menge an, kann man dies zum Widerspruch führen, indem man eine Zahl mit einer ternären Entwicklung konstruiert, die nicht in der Abzählung enthalten ist.
- Das Innere der Cantormenge ist leer. Die Cantormenge besteht nur aus Randpunkten, die allesamt Häufungspunkte sind.
- Kein Punkt der Cantormenge ist isoliert. Die Cantormenge ist somit insichdicht und, da sie abgeschlossen ist, auch perfekt.
- Da die Menge {\displaystyle \{x\in [0,1]\mid \exists k\in \mathbb {N} _{0}:x\,3^{k}\in \mathbb {Z} \}\;\subset \mathbb {N} _{0}\,3^{-\mathbb {N} _{0}}} der Randpunkte der entfernten Intervalle abzählbar ist, bleibt die Differenzmenge nach deren Entfernung überabzählbar. Diese ist nicht mehr abgeschlossen als Teilmenge in {\displaystyle \mathbb {R} }, aber auch nicht offen.
- Die Cantormenge ist in ihrer Teilraumtopologie (relativen Topologie) zugleich offen und abgeschlossen. Mit dieser Topologie ausgestattet ist sie homöomorph zu {\displaystyle 2^{\mathbb {N} }} (s. u.) sowie zu den ganzen {\displaystyle p}-adischen Zahlen.
- Die Hausdorff-Dimension und die Minkowski-Dimension der Cantormenge betragen {\displaystyle D=\ln(2)/\ln(3)=0{,}6309\ldots }. Dies folgt aus der Tatsache, dass in jedem Konstruktionsschritt zwei Kopien der Menge erzeugt werden, die um den Faktor {\displaystyle 1/3} skaliert werden.
- Das eindimensionale Lebesgue-Borel-Maß {\displaystyle \lambda ^{1}} der Cantormenge ist null, sie ist also eine {\displaystyle \lambda ^{1}}-Nullmenge. Zunächst ist {\displaystyle {\mathcal {C}}} abgeschlossen, also in der Borelschen σ-Algebra enthalten und demnach Borel-messbar. Der Cantormenge lässt sich also sinnvoll ein Maß zuordnen. Bei der Iteration der Funktion {\displaystyle f} verdoppelt sich nun durch die Translation in jedem Schritt die Anzahl der Intervalle, wobei sich die Länge jedes Intervalles in jedem Schritt drittelt. Da alle Intervalle disjunkt sind, gilt dann aufgrund der σ-Additivität des Lebesgue-Borel-Maßes

{\displaystyle \lambda ^{1}({\mathcal {C}})=\lim _{n\to \infty }\lambda ^{1}(A_{n})=\lim _{n\to \infty }{\frac {2^{n}}{3^{n}}}=0}.
Somit ist auch das Lebesgue-Maß der Cantormenge null, da die Borelsche σ-Algebra in der Lebesgueschen σ-Algebra enthalten ist und die Maße dort übereinstimmen.

## 0-1-Folgen
Das kartesische Produkt abzählbar unendlich vieler Kopien der zweielementigen Menge {\displaystyle \{0,1\}} ist die Menge aller unendlichen Folgen, die nur die Werte 0 und 1 annehmen, d. h. die Menge aller Funktionen {\displaystyle x\colon \mathbb {N} \to \{0,1\}}. Diese Menge wird mit {\displaystyle \{0,1\}^{\mathbb {N} }} oder auch {\displaystyle 2^{\mathbb {N} }} bezeichnet. Die natürliche Bijektion {\displaystyle {\mathcal {C}}\to 2^{\mathbb {N} }} ist ein Homöomorphismus zwischen der Cantormenge und dem topologischen Raum {\displaystyle 2^{\mathbb {N} }}, wenn dieser mit seiner natürlichen Topologie (nämlich mit der durch die diskrete Topologie auf der Menge {\displaystyle \{0,1\}} induzierten Produkttopologie) ausgestattet wird.
Der topologische Raum {\displaystyle 2^{\mathbb {N} }} wird daher als Cantor-Raum bezeichnet.
Die genannte Bijektion lässt sich verlängern zur Surjektion
{\displaystyle {\begin{array}{rlll}f\;\colon &{\mathcal {C}}&\to &[0,1]\\&\sum _{i\in \mathbb {N} }x_{i}3^{-i}&\mapsto &\sum _{i\in \mathbb {N} }{\frac {x_{i}}{2}}2^{-i}&&{\bigl (}\,\forall i\in \mathbb {N} :x_{i}\in \{0,2\}\,{\bigr )}\end{array}}}
zwischen der Cantormenge und dem Intervall {\displaystyle [0,1]}. Diese Surjektion ist nicht injektiv, weil linker und rechter Randpunkt eines weggewischten Intervalls auf denselben Punkt abgebildet wird, bspw. ist beim Intervall {\displaystyle \left]{\tfrac {1}{3}},{\tfrac {2}{3}}\right[}
{\displaystyle {\begin{array}{lcl}f{\bigl (}{}^{1}\!\!/\!_{3}{\bigr )}=f(0{,}0{\overline {2}}_{3})=0{,}0{\overline {1}}_{2}=\!\!&\!\!0{,}1_{2}\!\!&\!\!=0{,}1{\overline {0}}_{2}=f(0{,}2{\overline {0}}_{3})=f{\bigl (}{}^{2}\!\!/\!_{3}{\bigr )}.\\&\parallel \\&{}^{1}\!\!/\!_{2}\end{array}}}
Andererseits ist {\displaystyle f(1/4)=f(0{,}{\overline {02}}_{3})=0{,}{\overline {01}}_{2}=1/3}.

## Cantor-Verteilung und Cantorfunktion
Eng verwandt mit der Cantormenge ist die Cantor-Verteilung. Sie wird ähnlich wie die Cantormenge konstruiert. Ihre Verteilungsfunktion wird auch als Cantorfunktion bezeichnet.
Die Cantorverteilung dient häufig als Beispiel für die Existenz von stetigsingulären Verteilungen, die singulär bezüglich des Lebesgue-Maßes sind, aber dennoch eine stetige Verteilungsfunktion besitzen (Funktionen mit sog. singulär-kontinuierlichem Verhalten).

## Andere Cantormengen
Die Cantormenge (auch Mitteldrittel-Cantormenge, middle thirds Cantor set) wurde oben beschrieben. Unter einer Cantormenge versteht man eine Menge von reellen Zahlen, die man mit einer Variante des obigen Wischprozesses bekommt, wobei man nun die Längen und Anzahlen der weggewischten Intervalle variieren kann:
Man beginnt mit einem beliebigen abgeschlossenen Intervall {\displaystyle [a,b]} von reellen Zahlen. Im ersten Schritt entfernt man endlich viele offene und (einschließlich ihres Randes) disjunkte Unterintervalle (mindestens aber eines) und erhält so endlich viele abgeschlossene Intervalle (mindestens zwei) von nicht verschwindender Länge.
Im zweiten Schritt entfernt man aus jedem der enthaltenen Intervalle wiederum endlich viele Unterintervalle (jeweils mindestens eines).
Wiederum definiert dieser Prozess – unendlich oft wiederholter Schritte – eine Menge von reellen Zahlen, nämlich jene Punkte, die niemals in eines der weggewischten Intervalle gefallen sind.
Werden bei diesem Prozess alle Intervalllängen beliebig klein, dann sind alle so konstruierten Cantormengen zueinander homöomorph und gleichmächtig zur Menge aller reellen Zahlen. Indem man die Proportion „Längen der weggewischten Intervalle : Längen der übrigbleibenden Intervalle“ geeignet variiert, kann man eine Cantormenge erzeugen, deren Hausdorff-Dimension eine beliebige vorgegebene Zahl im Intervall [0,1] ist.
Ein zweidimensionales Analogon der Cantormenge ist der Sierpinski-Teppich, ein dreidimensionales der Menger-Schwamm.